# Городское поселение Нахабино
Городско́е поселе́ние Наха́бино — упразднённое в 2017 году муниципальное образование (городское поселение) Красногорского муниципального района Московской области.
Образовано в 2005 году в западной части района. Административный центр — посёлок Нахабино.
Глава поселения — Куприянов Владимир Евгеньевич.
Председатель Совета депутатов — Приходько Григорий Фёдорович.

## История
В 2005 году в ходе муниципальной реформы на территории посёлка образовано муниципальное образование — городское поселение Нахабино, в состав которого помимо самого Нахабино включены деревни Желябино, Козино и Нефедьево, общая площадь поселения составила 6042 гектара. 4 сентября 2005 года состоялись первые выборы главы посёлка, по итогам которых главой избран Полетаев Александр Афанасьевич, а также выборы в Совет депутатов.

## Население
| 2006    | 2007    | 2008    | 2009    | 2010    | 2011    |
| ------- | ------- | ------- | ------- | ------- | ------- |
| 28 854  | ↗30 934 | ↗33 308 | ↗33 961 | ↗37 213 | ↗38 136 |
| 2012    | 2013    | 2014    | 2015    | 2016    | 2017    |
| →38 136 | ↗38 769 | ↗39 883 | ↗40 767 | ↗41 783 | ↗43 025 |

## Населённые пункты
Городское поселение Нахабино включает 4 населённых пункта (1 посёлок городского типа и 3 деревни):
| Вид населённого пункта  | Наименование | Население, чел. (2006) | ОКАТО          | Бывшая территориальная единица                                   |
| ----------------------- | ------------ | ---------------------- | -------------- | ---------------------------------------------------------------- |
| деревня                 | Желябино     | 114                    | 46 223 554 001 | деревня, административно подчиненённая рабочему посёлку Нахабино |
| деревня                 | Козино       | 507                    | 46 223 554 002 | деревня, административно подчиненённая рабочему посёлку Нахабино |
| посёлок городского типа | Нахабино     | 55 448                 | 46 223 554     |                                                                  |
| деревня                 | Нефедьево    | 16                     | 46 223 554 003 | деревня, административно подчиненённая рабочему посёлку Нахабино |